# Liste der Landschaftsschutzgebiete im Landkreis Böblingen
Im Landkreis Böblingen gibt es 41 Landschaftsschutzgebiete. Nach der Schutzgebietsstatistik der Landesanstalt für Umwelt, Messungen und Naturschutz Baden-Württemberg (LUBW) stehen 20.960,02 Hektar der Landkreisfläche unter Landschaftsschutz, das sind 33,93 Prozent.

## Aktuelle Landschaftsschutzgebiete
| Name | Bild | Kennung                  | Einzelheiten | Position | Fläche Hektar | Datum         |
| --- | ---- | ------------------------ | --- | -------- | ------------- | ------------- |
| Altdorf |      | 1.15.001 WDPA: 555513803 | Altdorf | ⊙        | 143,7         | 11. Feb. 2010 |
| Schönbuch |      | 1.15.016 WDPA: 7027      | Altdorf, Gärtringen, Herrenberg, Holzgerlingen Größtes geschlossenes Waldgebiet Württembergs. | ⊙        | 3.867,8       | 1. Dez. 1961  |
| Landschaftsteile entlang der Autobahn: Heimsheim                                                                      | BW   | 1.15.020 WDPA: 322461    | Rutesheim, Weissach | ⊙        | 110,4         | 2. Sep. 2002  |
| Heckengäu-Weil der Stadt                                                                                              |      | 1.15.027 WDPA: 321464    | Weil der Stadt Die abwechslungsreiche Landschaft soll vor Zersiedlung geschützt und in ihrem hohen Erholungswert erhalten bleiben. | ⊙        | 1.789,6       | 20. Juni 1986 |
| Landschaftsteile entlang der Autobahn: Schafwäsche                                                                    | BW   | 1.15.034 WDPA: 322464    | Rutesheim | ⊙        | 1,9           | 22. Mai 1941  |
| Landschaftsteile entlang der Autobahn: Bohlhalde mit Hang                                                             | BW   | 1.15.035 WDPA: 322456    | Rutesheim | ⊙        | 96,3          | 22. Mai 1941  |
| Ratberg mit Umgebung                                                                                                  | BW   | 1.15.036 WDPA: 323746    | Magstadt | ⊙        | 65,0          | 10. Okt. 1974 |
| Würmtal mit Schwippetal, Venusberg mit Umgebung, Teil des Irmtales                                                    | BW   | 1.15.050 WDPA: 325958    | Aidlingen, Grafenau Heckengäulandschaft mit Wiesentälern im Gebiet des Muschelkalks. | ⊙        | 10,0          | 10. Okt. 1974 |
| Gärtringer Tal mit Eckberg, Bärenstall, Heckental, Steinenberg, Höhnle, Unterer Grund mit Umgebung                    | BW   | 1.15.051 WDPA: 320959    | Gärtringen Typische Heckengäulandschaft im Gebiet des Muschelkalks. | ⊙        | 2,1           | 25. Juni 1996 |
| Würmtal zwischen Aidlingen und Ehningen mit angrenzendem Gelände                                                      |      | 1.15.054 WDPA: 325126    | Aidlingen, Ehningen Wiesental mit angrenzenden bewaldeten Talhängen. | ⊙        | 31,5          | 10. Okt. 1974 |
| Gebiet um das Heiligenwäldle und südlich des Buchenberges                                                             | BW   | 1.15.055 WDPA: 325962    | Gärtringen Typische Gäulandschaft. | ⊙        | 59,8          | 10. Okt. 1974 |
| Schönbuchrand unter den Rohrauer Köpfen                                                                               |      | 1.15.056 WDPA: 320989    | Gärtringen Nach Nordwesten exponierte Keuperhänge des Waldgebietes Schönbuch. | ⊙        | 49,2          | 10. Okt. 1974 |
| Schönbuchrand von der Regierungsbezirksgrenze im SO des Landkreises bis zum Gewann „Horn“ und Gemarkung Gültstein     | BW   | 1.15.057 WDPA: 324246    | Herrenberg Nach Nordwesten exponierte Keuperhänge des Waldgebietes Schönbuch. | ⊙        | 66,6          | 10. Okt. 1974 |
| Schönbuchrand zwischen Herrenberg und Bundesstraße 14 mit Herrenberger Schloßberg                                     |      | 1.15.058 WDPA: 324248    | Herrenberg, Nufringen Nach Westen exponierte Keuperhänge des Waldgebietes Schönbuch. | ⊙        | 122,8         | 10. Okt. 1974 |
| Ammertal vom Ursprung bis zur Kochmühle mit Umgebung                                                                  |      | 1.15.059 WDPA: 324249    | Herrenberg Landschaftlich reizvolles Wiesental. | ⊙        | 65,5          | 10. Okt. 1974 |
| Gebiet um Kuppinger und Jettinger Weg                                                                                 |      | 1.15.060 WDPA: 319624    | Herrenberg Strohgäulandschaft. | ⊙        | 118,2         | 10. Okt. 1974 |
| Schmalbachtal nordwestlich von Tailfingen                                                                             |      | 1.15.061 WDPA: 320994    | Gäufelden Landschaftlich reizvolles Wiesental. | ⊙        | 9,5           | 10. Okt. 1974 |
| Nördlicher Teil des Kühlenberges                                                                                      |      | 1.15.062 WDPA: 324218    | Jettingen | ⊙        | 13,8          | 10. Okt. 1974 |
| Geländeteile westlich und nördlich der Ketterlenshalde (Füllesbrunnen, beim Kaiserbusch und Birkensee)                |      | 1.15.063 WDPA: 323275    | Ehningen 3 Teilgebiete | ⊙        | 28,8          | 10. Okt. 1974 |
| Schönbuchrand südlich von Altdorf und Hildrizhausen sowie Gelände am Schönbuchrand zwischen Egertenhau und Schaichhof | BW   | 1.15.064 WDPA: 321043    | Altdorf Nordrand des Waldgebietes Schönbuch. | ⊙        | 32,1          | 10. Okt. 1974 |
| Oberes Würmtal nördlich Hildrizhausen samt dem Talbecken um Mauren zwischen Holzgerlingen und Ehningen                |      | 1.15.066 WDPA: 324245    | Altdorf, Ehningen, Holzgerlingen Weiträumige Wiesentallandschaft der Würm und des Glemsbaches. | ⊙        | 298,5         | 10. Okt. 1974 |
| Maurener Täle südwestlich Böblingen                                                                                   |      | 1.15.067 WDPA: 323400    | Böblingen | ⊙        | 12,8          | 31. März 2003 |
| Waldwiese nördlich der Winterhalde                                                                                    | BW   | 1.15.068 WDPA: 325627    | Holzgerlingen | ⊙        | 6,0           | 10. Okt. 1974 |
| Hangflächen um die Pfefferburg                                                                                        | BW   | 1.15.070 WDPA: 321362    | Schönaich Obstwiesen am Südhang des Pfefferberges. | ⊙        | 26,2          | 10. Okt. 1974 |
| Ghägnet östlich dem Waldteil Häselhau mit Umgebung                                                                    | BW   | 1.15.071 WDPA: 321074    | Schönaich Wiesengelände. | ⊙        | 3,1           | 10. Okt. 1974 |
| Waldwiesen im Gewand Weihdorf                                                                                         | BW   | 1.15.072 WDPA: 325628    | Schönaich | ⊙        | 12,0          | 10. Okt. 1974 |
| Schönbuchrand vom Schaichhof bis Dettenhausen mit Schaich-, Ramsbachtal und Österhalde                                |      | 1.15.076 WDPA: 324247    | Weil im Schönbuch Wiesengelände entlang der Schaich und des Ramsbaches am Nordrand des Waldgebietes Schönbuch. | ⊙        | 217,1         | 10. Okt. 1974 |
| Gebietsteile um Breitenstein                                                                                          | BW   | 1.15.077 WDPA: 321010    | Weil im Schönbuch 3 Teilgebiete | ⊙        | 58,1          | 10. Okt. 1974 |
| Schweinegrube | BW   | 1.15.080 WDPA: 324497    | Herrenberg Schönbuchrand mit Wiesen und Obstbaumbeständen. | ⊙        | 63,9          | 1. Mai 1981   |
| Hildrizhausen |      | 1.15.081 WDPA: 321610    | Hildrizhausen 5 Teilgebiete, Erholungslandschaft mit Streuobstwiesen, Wiesentallandschaft, naturnahe Uferzonen und Randbereiche des Würmursprunges, Würmtal- und Quinzestalaue sowie Waldrandbereiche des Schönbuches. | ⊙        | 945,4         | 16. Juni 1988 |
| Leonberg |      | 1.15.082 WDPA: 322576    | Leonberg Talauen, Wiesen, Streuobstwiesen, Trockenrasen, Waldränder, z. T. Ackerflächen und Wälder als wertvolle Erholungsräume, sollen vor Zersiedlung und sonstigen Beeinträchtigungen bewahrt werden. | ⊙        | 481,0         | 23. Apr. 1987 |
| Waldenbuch/Steinenbronn                                                                                               |      | 1.15.083 WDPA: 325545    | Waldenbuch 16 Teilgebiete, Wiesentäler, Streuobstbestände, landschaftsprägende Hangbereiche, Teile des Schönbuchs und Schönbuchrand; hervorragende Erholungseignung. | ⊙        | 1.056,6       | 16. Okt. 1995 |
| Hochberg |      | 1.15.084 WDPA: 321635    | Schönaich Landschaftsprägende und ökologisch wertvolle Streuobstbestände und Grünlandflächen; Feuchtwiesen. | ⊙        | 34,7          | 14. Dez. 1993 |
| Krebsbachaue |      | 1.15.085 WDPA: 322302    | Ehningen, Gärtringen Für das gleichnamige NSG ökologisch notwendiger Ergänzungsraum, insbesondere als Brutrevier für gefährdete Wiesenbrüter. | ⊙        | 21,7          | 29. März 1994 |
| Weissach |      | 1.15.086 WDPA: 325742    | Weissach 11 Teilgebiete, Vielgestaltige Kulturlandschaft mit ursprünglichem Charakter als Lebensraum für die heimische Tier- und Pflanzenwelt, auch als deren genetisches Reservoir und großer Erholungsraum. | ⊙        | 578,2         | 5. Mai 1994   |
| Sindelfingen |      | 1.15.087 WDPA: 324582    | Sindelfingen Vielgestaltige Kulturlandschaft mit ursprünglichem Charakter, wichtige Funktion für den Naturhaushalt und Lebensraum der heimischen Tier- und Pflanzenwelt; Erholungsraum, der vor störenden Veränderungen bewahrt werden soll. | ⊙        | 268,1         | 12. März 1999 |
| Grafenau |      | 1.15.088 WDPA: 321140    | Grafenau Vielgestaltige Kulturlandschaft mit ursprünglichem Charakter, Funktion für den Naturhaushalt und Lebensraum der heimischen Tier- und Pflanzenwelt; Erholungsraum, der vor störenden Veränderungen bewahrt werden soll. | ⊙        | 319,2         | 18. Okt. 1995 |
| Glemswald |      | 1.15.089 WDPA: 321099    | Böblingen, Leonberg, Magstadt, Renningen Zusammenhängendes Waldgebiet mit angrenzenden Freiflächen, Tälern und Teilbereichen der Filderebene; klimaregulierende Funktion; Schutz für die Umgebung der Naturschutzgebiete und Naturdenkmale; der Erholungswert für die Allgemeinheit im Verdichtungsraum Stuttgart soll erhalten, gesteigert oder wiederhergestellt werden. | ⊙        | 7.973,2       | 16. Okt. 1995 |
| Renningen |      | 1.15.090 WDPA: 323812    | Renningen Vielgestaltige Kulturlandschaft, Funktion für den Naturhaushalt und Lebensraum der heimischen Tier- und Pflanzenwelt; Erholungsraum, der vor störenden Veränderungen bewahrt werden soll. | ⊙        | 555,6         | 5. Feb. 1996  |
| Aidlingen |      | 1.15.091 WDPA: 319461    | Aidlingen Vielgestaltige Kulturlandschaft mit ursprünglichem Charakter mit ihrer Funktion für den Naturhaushalt; Lebensraum für die heimische Tier- und Pflanzenwelt, insbesondere auch als deren genetisches Reservoir; großer zusammenhängender Erholungsraum. | ⊙        | 1.126,6       | 25. Juli 1996 |
| Böblingen |      | 1.15.092 WDPA: 319988    | Böblingen, Ehningen, Sindelfingen Kulturlandschaft in ihrer Funktion für den Naturhaushalt, als Lebensraum der heimischen Tier- und Pflanzenwelt und als Erholungsraum. Das Landschaftsschutzgebiet soll vor störenden und beeinträchtigenden Veränderungen bewahrt werden und ökologische Entwicklungsmöglichkeiten zulassen.                                             | ⊙        | 240,3         | 2. Sep. 1999  |
| Legende für Landschaftsschutzgebiet                                                                                   |      |                          | |          |               |               |

## Ehemalige Landschaftsschutzgebiete
| Name                                                           | Bild | Kennung | Einzelheiten                                                                             | Position | Fläche Hektar | Datum                           |
| -------------------------------------------------------------- | ---- | ------- | ---------------------------------------------------------------------------------------- | -------- | ------------- | ------------------------------- |
| Brühlwiesen, Blähwiesen, Neue Länder, Unteres Gewand, Kohlrain | BW   |         | Waldenbuch Aufgegangen in LSG Waldenbuch/Steinenbronn.                                   | ⊙        |               | 9. Feb. 1963 bis 2. Okt. 1989   |
| Hühnerberg                                                     |      |         | Weissach Aufgegangen in LSG Weissach.                                                    | ???      |               | 25. Jan. 1963 bis 5. Mai 1994   |
| Kuppelzen und Wolfsgrube                                       |      |         | Weil der Stadt Aufgegangen in LSG Heckengäu-Weil der Stadt.                              | ???      |               | 10. Jan. 1968 bis 3. Juli 1986  |
| Längenbühl beim See                                            | BW   |         | Renningen Aufgegangen in LSG Glemswald.                                                  | ⊙        |               | 23. Jan. 1954 bis 16. Okt. 1995 |
| Nördlich Merklingen                                            |      |         | Weil der Stadt, Renningen Aufgegangen in LSG Heckengäu-Weil der Stadt und LSG Renningen. | ???      |               | 14. Nov. 1968 bis 5. Feb. 1996  |
| Strudelbachtal                                                 | BW   |         | Weissach Aufgegangen in LSG Weissach.                                                    | ⊙        |               | 25. Okt. 1963 bis 5. Mai 1994   |
| Tiefental                                                      |      |         | Renningen Aufgegangen in LSG Renningen.                                                  | ???      |               | 25. Okt. 1963 bis 5. Feb. 1996  |
| Bei der Rankmühle                                              |      |         | Renningen Aufgegangen in LSG Renningen.                                                  | ???      |               | 26. Sep. 1967 bis 5. Feb. 1996  |
| Wacholderheide am Steinenberg                                  |      |         | Aidlingen Aufgegangen in LSG Aidlingen                                                   | ???      |               | 4. Sep. 1953 bis 25. Juni 1996  |
| Legende für Landschaftsschutzgebiet                            |      |         |                                                                                          |          |               |                                 |